# Joseph Eric D'Arcy
Joseph Eric D'Arcy (Brighton, 25 aprile 1924 – Melbourne, 12 dicembre 2005) è stato un arcivescovo cattolico australiano.

## Biografia
D'Arcy studiò al Corpus Christi College, Werribee e fu ordinato sacerdote il 24 luglio 1949. Successivamente studiò filosofia alla Melbourne University, presso la Oxford University e la Pontificia Università Gregoriana a Roma. Fu il primo studente di origini australiane a conseguire il dottorato alla Oxford University. Nel 1962 tornò in Australia e insegnò filosofia alla Melbourne University per un periodo di circa vent'anni.
Il 25 aprile 1981 fu eletto vescovo di Sale e fu consacrato vescovo il 1º luglio dello stesso anno.
Quando D'Arcy venne nominato arcivescovo di Hobart il 24 ottobre 1988, a Sale gli succedette Jeremiah Joseph Coffey. Il 26 luglio 1999 D'Arcy lasciò la carica per ragioni di età e trascorse gli ultimi anni della sua vita a Melbourne.
Joseph Eric D'Arcy morì la mattina del 12 dicembre 2005 al St. Vincent's Hospital di Melbourne, dove era ricoverato per una polmonite. Fu sepolto il 19 dicembre presso la Saint Mary's Cathedral a Hobart.

## Genealogia episcopale e successione apostolica
La genealogia episcopale è:
- Cardinale Scipione Rebiba
- Cardinale Giulio Antonio Santori
- Cardinale Girolamo Bernerio, O.P.
- Arcivescovo Galeazzo Sanvitale
- Cardinale Ludovico Ludovisi
- Cardinale Luigi Caetani
- Cardinale Ulderico Carpegna
- Cardinale Paluzzo Paluzzi Altieri degli Albertoni
- Papa Benedetto XIII
- Papa Benedetto XIV
- Papa Clemente XIII
- Cardinale Marcantonio Colonna
- Cardinale Giacinto Sigismondo Gerdil, B.
- Cardinale Giulio Maria della Somaglia
- Cardinale Carlo Odescalchi, S.I.
- Cardinale Costantino Patrizi Naro
- Cardinale Serafino Vannutelli
- Cardinale Domenico Serafini, Cong. Subl. O.S.B.
- Cardinale Pietro Fumasoni Biondi
- Cardinale Giovanni Panico
- Arcivescovo Justin Daniel Simonds
- Vescovo Arthur Francis Fox
- Arcivescovo Joseph Eric D'Arcy

La successione apostolica è:
- Arcivescovo Adrian Leo Doyle (1998)